# Granitwerke Mauthausen

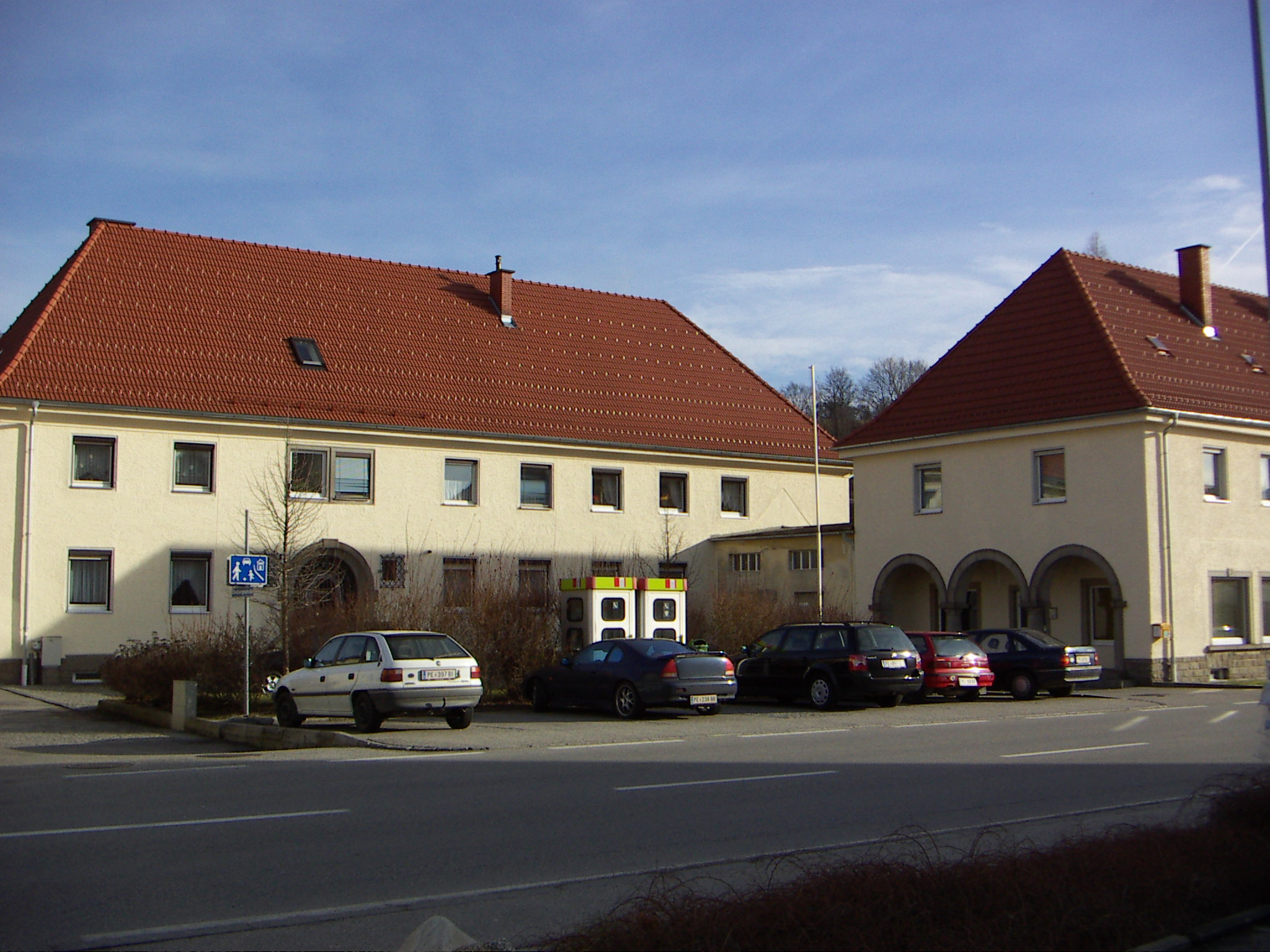
Verwaltungsgebäude der DEST-Werkgruppenleitung in St. Georgen an der Gusen (2005)

„Granitwerke Mauthausen“ war eine der von der DEST benutzten Bezeichnungen für die DEST-Werkgruppe in St. Georgen an der Gusen im Umfeld der Konzentrationslager Gusen I, Gusen II, Gusen III und Mauthausen.
Die Steinbrüche des Konzentrationslagers Mauthausen und die Granitwerke Mauthausen waren berüchtigt für die mörderischen Arbeits- und Lebensbedingungen, die Hunderttausende von Todesopfern forderten.

## Leitung
Die Werkgruppenleitung der „Granitwerke Mauthausen“ befand sich in den Jahren 1940 bis 1945 in St. Georgen an der Gusen und wurde auch „Außendienststelle St. Georgen“ der Amtsgruppe W im SS-Wirtschafts- und Verwaltungshauptamt (WVHA) genannt. Die Werkgruppe St. Georgen wurde in den Jahren 1938 bis 1945 zum größten Betrieb der DEST ausgebaut. Betriebe der DEST-Werkgruppe St. Georgen waren:
- Betrieb Gusen-Kastenhof (mit den Steinbrüchen Gusen, Kastenhof und Pierbauer bei den Konzentrationslagern Gusen)
- Betrieb Wienergraben (Steinbruchbetrieb beim Konzentrationslager Mauthausen)
- Betrieb Beneschau (Steinbrüche in der Gegend von Beneschau bei Prag)
- Betrieb Grossraming (Werksteinproduktion für die Ostmärkischen Kraftwerke)
- Betriebsabteilung I (Fertigung von Infanteriewaffen in Kooperation mit der Steyr-Daimler-Puch AG in Gusen)
- Betriebsabteilung II (Serienfertigung von Rümpfen und Tragflächen für Messerschmitt Bf 109-Jagdflugzeuge in Kooperation mit der Messerschmitt GmbH Regensburg in Gusen)
- Betriebsabteilung III (Serienfertigung von Rümpfen und Vorflügeln für Messerschmitt Me 262-Düsenjagdflugzeuge in Kooperation mit der Messerschmitt GmbH Regensburg im unterirdischen Produktionskomplex B8 Bergkristall in St. Georgen an der Gusen)
- Bauabteilung (Zementwarenerzeugung in Gusen)

Leitende Angestellte der Werkgruppe St. Georgen waren:
- Otto Walther (Werksdirektor in St. Georgen)
- Alfred Grau (Kaufmännischer Leiter in St. Georgen)
- Paul Wolfram (Werkleiter des Betriebes Gusen-Kastenhof)
- Johannes Grimm (Werkleiter des Betriebes Wienergraben)

Werksdirektor Walther berichtete direkt an das Amt W I/2 im WVHA (Schneider, SS-Standartenführer Walter Salpeter, Heinz Schwarz oder SS-Hauptsturmführer Assessor Karl Mummenthey). Ab 1942 war auch Franz Ziereis, der Kommandant des Konzentrationslagers Mauthausen, im Rang eines Betriebsdirektors der DEST Werkgruppe St. Georgen.
Die Betriebe der Werkgruppe St. Georgen wurden nach Kriegsende als Deutsches Eigentum von der Sowjetunion beansprucht und teilweise unter der Bezeichnung „Granitwerke Gusen“ als USIA-Betrieb bis 1955 fortgeführt. Nach 1955 wurde durch die Republik Österreich die „Öffentliche Verwaltung der Deutschen Erd- und Steinwerke GmbH Berlin, St. Georgen a.d. Gusen“ eingesetzt, welche das Vermögen der DEST-Werkgruppe St. Georgen bis in die 1960er Jahre verwaltete.